# Dobrjankai önkormányzati járás

A Dobrjankai önkormányzati járás a Permi határterületen

A Dobrjankai önkormányzati járás (oroszul Добрянский район) Oroszország egyik járása a Permi határterületen. Székhelye Dobrjanka.

## Népesség
- 2002-ben 64 400 lakosa volt, melynek 91,5%-a orosz, 2,5%-a tatár, 1,2%-a komi-permják nemzetiségű.
- 2010-ben 57 010 lakosa volt, melyből 51 987 orosz, 1 236 tatár, 528 komi, 494 ukrán, 303 fehérorosz, 236 baskír, 233 udmurt, 132 azeri, 114 német stb.